# انتقال کودکان

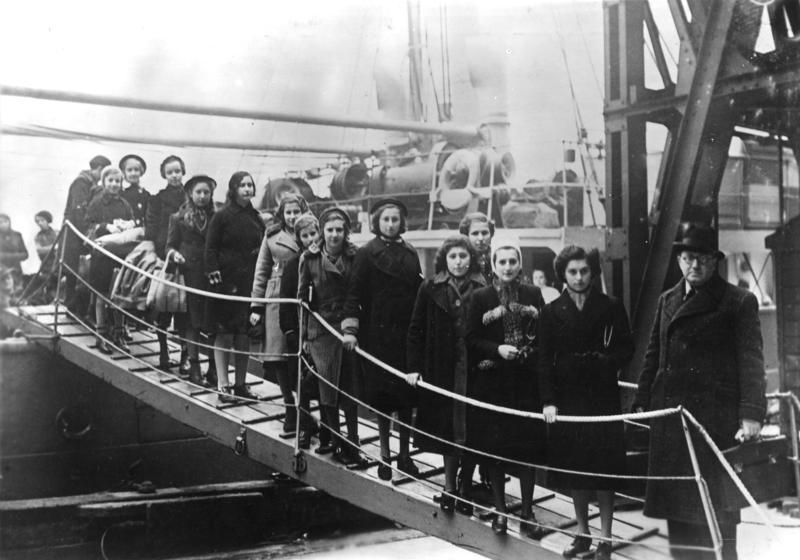
ورود کودکان پناهجوی یهودی به بندر لندن در فوریه ۱۹۳۹

انتقال کودکان (آلمانی: Kindertransport) برنامه نجاتی سازمان‌یافته بود که ۹ ماه پیش از آغاز جنگ جهانی دوم به اجرا درآمد. بریتانیا، میزبان حدود ۱۰۰۰۰ کودک یهودی از آلمان، اتریش، چکسلواکی، لهستان و شهر آزاد دانتسیگ شد. این کودکان در پرورشگاه‌ها، مسافرخانه‌ها، مدارس و مزارع اسکان داده شدند. اغلب، آن‌ها تنها بازمانده‌های خانواده‌هایشان پس از هولوکاست بودند.

## بازماندگان مشهور
برخی از این کودکان در آینده به شهرت و موفقیت دست یافتند. نام برخی از آن‌ها عبارت است از: بیل گراهام، اوا هس، والتر کوهن، آرنو آلان پنزیاس، کارل رایز ، ولفگانگ ریدلر و گوستاو متزگر.